# Canon EF 50mm
Canon EF 50 мм — серія  нормальних об'єктивів з фіксованою фокусною відстанню сімейства Canon EF компанії Canon. Два 50-мм об'єктиви відносяться до серії «L», три мають ультразвуковий привід (USM).
Існує шість моделей 50 мм Canon EF об'єктивів:
- f/1.0L USM[1] (замінений на f/1.2L)
- f/1.2L USM[2]
- f/1.4 USM[3]
- f/1.8[4] (замінений на f/1.8 II)
- f/1.8 II[5]
- f/2.5 Compact Macro[6]